# Обарање (рагби 13)
У рагбију 13 играча који носи лопту сме да обара неограничен број играча. Најчешће се обарање изводи два на један, ређе се дешава три на један или један на један. Два играча која су обарала, обично су они који касније као маркери остају у оном пољу од 10 метара између линије одбране и места на ком се изводи play-the-ball. У случају да трећи играч учествује у обарању, он се мора вратити 10 метара од места обарања. Због тога што одбрана треба да буде прилично далеко од места обарања, обично се они који не учествују у обарању повлаче и пре него што играч буде оборен.
Дозвољено је обарати играче свуда испод врата, најчешће један играч обара ниско , а други високо и при томе задрже мало на земљи играча кога оборе (највише три секунде) , да би се одбрана поставила на прописно растојање. У случају да га задрже дуже него што се толерише свира се казна и екипа која је до тада имала лопту почиње нови сет од 6 напада.
У случају да је обарање један на један дозвољено је да играч одбране покуша да узме лопту од играча у нападу, али кад је обарање више на један то није дозвољено и суди се казна.

## Видео снимци
100 најзанимљивијих обарања у историји аустралијског рагбија 13.
[]